# チド・オビ
チドジー・オビ＝マルティン（Chidozie Obi-Martin, 2007年11月29日 - ）は、デンマークの首都地域グロストラップ出身のプロサッカー選手。プレミアリーグのマンチェスター・ユナイテッドFC所属。ポジションはフォワード。

## 経歴

### 生い立ち
デンマークにて、ナイジェリア人の父とデンマーク人の母の間に生まれる。

### アーセナル
地元のコペンハーゲン・ボルドクラブのユースチームでプレーした後、イングランドへ移住。14歳でアーセナルFCのアカデミーに加入した。
アカデミー加入後すぐにストライカーとして頭角を現し、15歳にしてU-18チームに加入した。U-18での初出場となった2023年9月23日のサウサンプトンFC戦でハットトリックを記録し、デンマークのメディアからはナイジェリア代表のヴィクター・オシムヘンと比較された
。翌月には15歳ながら早くもU-21チームに昇格するなど加速度的に成長を続け、11月初旬にはトレーニングのためアーセナルのトップチームのベンチメンバーとして招集された。同月18日、U-16のリヴァプールFC戦に出場して10得点を記録する圧巻のパフォーマンスを披露し、世界的に注目を集めた。2024年4月27日にはU-18のノリッジ・シティFC戦で7得点を記録した。7月29日にInstagramにてアーセナルからの退団を発表した。

### マンチェスター・ユナイテッド
2024年9月にマンチェスター・ユナイテッドFCと契約した。
2025年2月16日のトッテナム・ホットスパーFC戦にてトップチームの試合に初めてベンチ入り。試合終了間際に途中出場してプロデビューを果たした。5月4日のブレントフォードFC戦で、メイソン・グリーンウッドを抜きクラブ史上最年少となる17歳と156日での先発出場を果たした。30日には香港代表との親善試合でプロ初を含む2得点を記録した。

## 代表歴
デンマーク、イングランド、ナイジェリアの代表資格を持つ。
2022年にU-16デンマーク代表としてプレーした後、2023年に一度はU-16イングランド代表でプレーしたが、同年4月からは再びデンマーク代表でプレーするようになった。2024年にはUEFA U-17欧州選手権の予選にデンマーク代表として出場し、3試合で2得点を記録した。